# Кастель-д’Аяно
Кастель-д’Аяно (итал. Castel d’Aiano) —  коммуна в Италии, располагается в регионе Эмилия-Романья, в провинции Болонья.
Население составляет 1989 человек (2008 г.), плотность населения — 44 чел./км². Занимает площадь 45 км². Почтовый индекс — 40034. Телефонный код — 051.

## Демография
Динамика населения:

## Администрация коммуны
- Официальный сайт: https://web.archive.org/web/20040325174159/http://www.comunedicasteldaiano.it/